# Kanał Północny
Kanał Północny (ang. North Channel, irl. Sruth na Maoile) – cieśnina pomiędzy północno-wschodnią Irlandią a Wielką Brytanią, łącząca Morze Irlandzkie z Oceanem Atlantyckim (przez Morze Szkockie). Rozwinięta linia brzegowa – liczne zatoki, półwyspy i wyspy.
Najwęższa część cieśniny znajduje się pomiędzy Mull of Kintyre a Torr Head, gdzie jej szerokość wynosi 21 kilometrów. Najgłębsza część nazywa się Rowem Beauforta (długość 50 km, szerokość 3,5 km, głębokość 200–300 m).
Główne porty morskie: Belfast, Greenock, Glasgow, Londonderry.